# Sibirionetta formosa
La cerceta del Baikal (Sibirionetta formosa) es una especie de ave anseriforme de la familia Anatidae que habita en Siberia hasta la península de Kamchatka, Corea, Japón y parte de China.